# Hermann Gemmel

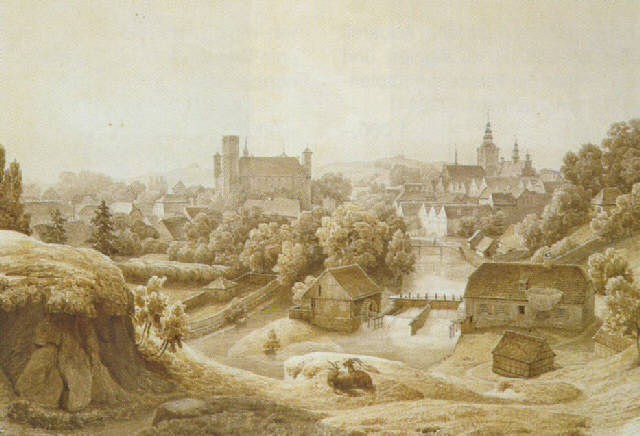
Ansicht einer Stadt am Fluss (1853)

Hermann Gemmel (* 28. November 1813 in Barten, Ostpreußen; † 22. März 1868 in Königsberg, Ostpreußen; vollständiger Name: Hermann Johann Ernst Gemmel) war ein deutscher Architekt, Maler und Hochschullehrer.

## Leben
Hermann Gemmel besuchte die Schule in Königsberg und absolvierte anschließend eine Ausbildung als Feldmesser. Im Alter von 23 Jahren ging er als Schüler an die Berliner Bauakademie. Neben künstlerischem Zeichenunterricht durch den Maler Hans Hertig studierte er bei Karl Eduard Biermann, Franz Krüger und Friedrich Wilhelm Schirmer.
1845 konnte Gemmel anlässlich einer Ausstellung der Berliner Kunstakademie mit seinem Bild Färberei am Schafgraben debütieren. Daneben wurde er aufgefordert, Entwürfe für den Berliner Dom einzureichen, die aber letztlich nicht berücksichtigt wurden. 1845 kehrte er in seine Heimat zurück und ließ sich in Königsberg nieder.
1850 und erneut von Frühjahr 1854 bis Herbst 1855 bereiste Gemmel Italien und hielt sich dabei einige Wochen in Rom und Venedig auf. In der Lagunenstadt war er an der Ausgestaltung einer Kapelle für Kardinal Zeno beteiligt. Nach seiner Heimkehr betraute man Gemmel noch im selben Jahr mit einem Lehrauftrag für Architektur, Kunstgeschichte und Perspektive an der Kunstakademie Königsberg und ernannte ihn zum ordentlichen Professor.
Im Alter von 54 Jahren starb Hermann Gemmel am 22. März 1868 in Königsberg.
In seinem gesamten künstlerischen Werk thematisierte Gemmel die Architektur Italiens und Ostpreußens. Seine Bilder sind noch heute, allein der dargestellten Architektur wegen, sehenswert.

## Werke (Auswahl)

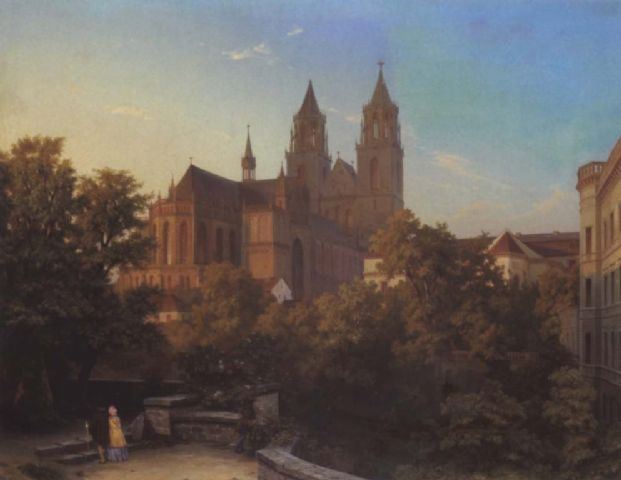
Blick auf den Magdeburger Dom (1844, Öl auf Leinwand)

### Malerei
- Blick auf den Magdeburger Dom (1844)
- Färberei am Schafgraben (um 1845)
- Ansicht einer Stadt am Fluss (1853)
- Familiensaal in einem mittelalterlichen Schloß
- Taufkapelle in San Marco zu Venedig
- Kapelle des Kardinals Zeno
- Die Klostertreppe (1867) (Privatbesitz)

### Architektur
- Einige Gebäude auf Gut Beynuhnen in Kleinlitauen
- Nicht ausgeführte Entwürfe für den Berliner Dom

## Ausstellungen
- 1849: Eröffnungsausstellung der Kunsthalle Bremen[2]
- 1854: Kunsthalle Bremen[3]